# Marko Šunjić
Marko Šunjić (Rodoč, Mostar, 15. veljače 1927. – Sarajevo, 30. ožujka 1998.), povjesničar, medievalist, akademik AZU BiH.

## Životopis
Rođen je 15. veljače 1927. u Rodoču kod Mostara.
Poslije završenog osnovnog i srednjeg obrazovanja studirao je povijest na Filozofskom fakultetu u Sarajevu. Diplomirao je 1955. Zaposlen na istom fakultetu na katedri Srednji vijek kod akademika Ante Babića. Na matičnom fakultetu 1964. obranio je doktorsku tezu pod nazivom Uspostavljanje i organizacija mletačke vlasti u Dalmaciji u XV. stoljeću. Prošao je sva fakultetska zvanja na predmetu Opća povijest srednjeg vijeka. Član je AZU BiH i Hrvatskog društva za znanost i umjetnost.
Bio je predsjednik Društva povjesničara Bosne i Hercegovine, urednik povijesnog časopisa Godišnjak Društva istoričara Bosne i Hercegovine i časopisa za kulturu Radovi Hrvatskog društva za znanost i umjetnost. Bio je član uredništva časopisa Prilozi Instituta za istoriju (Sarajevo), Pregled (Sarajevo), Most (Mostar). Dekan Filozofskog fakulteta u Sarajevu 1975/1976. i 1976/1977.
Predmet proučavanja Marka Šunjića je povijest Dalmacije i Bosne u srednjem vijeku i opće povijesti ranog srednjeg vijeka. Objavio je četiri knjige i oko 100 znanstvenih i stručnih radova, prikaza i osvrta.
Umro je u Sarajevu 30. ožujka 1998.